# أوسترو دايملر
أوسترو دايملر شركة صناعة سيارات نمساوية مجرية، من عام 1899 حتى عام 1934. كانت شركة تابعة لدايملر موتورين جيزيلشافت الألمانية حتى عام 1909.

## التاريخ المبكر
في عام 1890، تم تعيين إدوارد بيرينز بائع تجزئة نمساوي. باعت الشركة بشكل جيد لدرجة أنها بدأت أيضًا في تصنيع السيارات بعد الاتحاد مع مصنع الهندسة إدوارد فيشر. تقع الأعمال في وينر نويشتاد. من خلال هذه الشركة الفرعية أصبحت DMG أول شركة سيارات متعددة الجنسيات في التاريخ.
وهكذا في 11 أغسطس 1899، تأسست جمعية محرك دايملر النمساوية. في حين أن أجزاء التجميع تنبع من شتوتغارت، في عام 1900 قاموا ببناء أول سياراتهم التي تحتوي على أسطوانتين، 4 حصان (3.0 كـو)، و4 مقاعد. وسرعان ما بدأوا في إنتاج محركات للسيارات الفاخرة والشاحنات والحافلات والسفن البحرية والقطارات.

### عصر بول ديملر

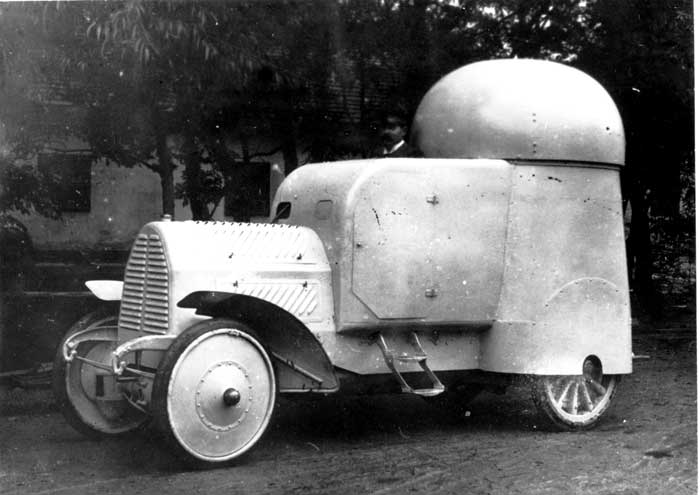
Austro-Daimler 4x4 سيارة مصفحة رباعية الدفع (1904)

في عام 1902، تولى بول ديملر، ابن جوتليب ديملر، مسؤولية القسم الفني. طور سيارة مدمجة (8   حصان، 45   كم / ساعة). في عام 1905 قام ببناء أول سيارة مدرعة للشركة، والتي كان لديها 30 حصان (22 كـو). كما أنتجت الشركة محركات للشاحنات والحافلات. ومع ذلك، عاد ديملر إلى شتوتغارت في عام 1905 لتولي إدارة البحث والتطوير، والتي تم إخلائها من قبل مايباخ.

## موظفون بارزون

### المصممون
- كارل ربيع
- أوسكار هاكر

### عمال
- جوزيب بروز تيتو خلال 1912-1913

## صالة عرض

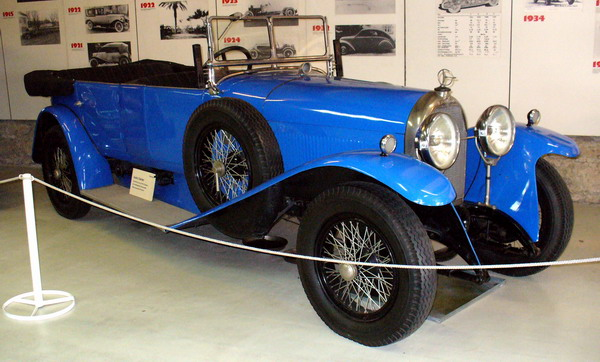
Austro-Daimler ADM 1923
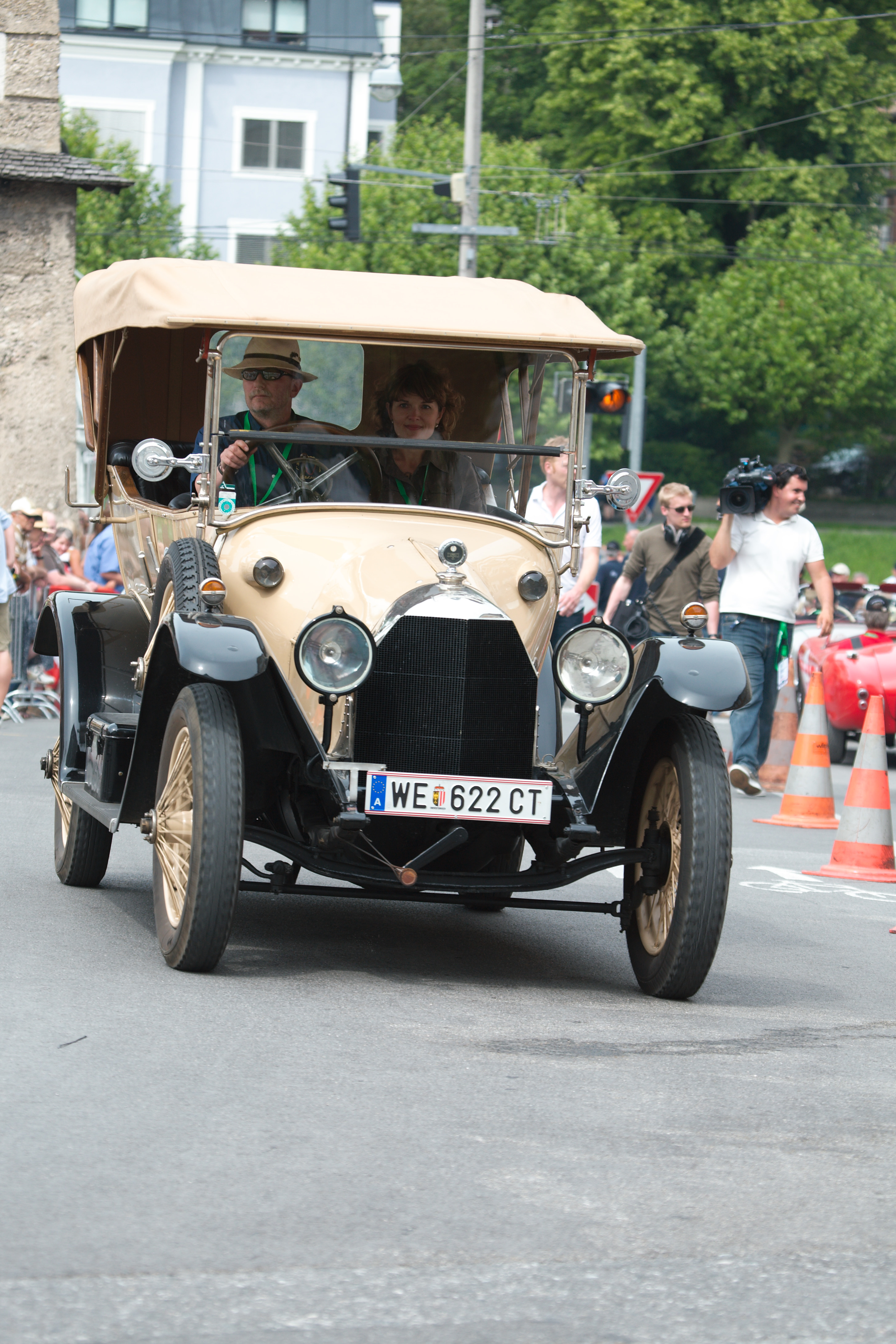
Austro-Daimler 14/32 from 1914
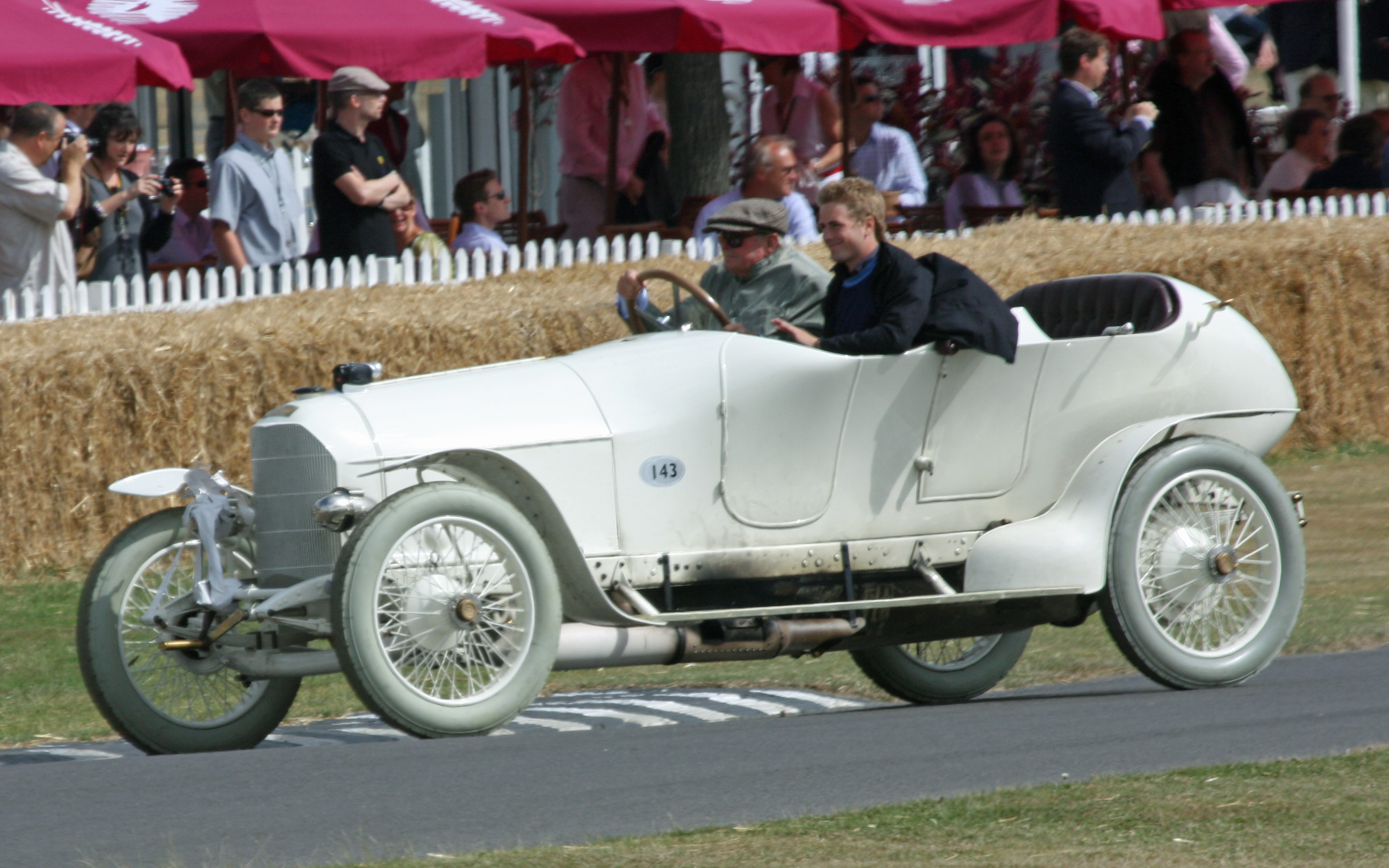
1910 Austro-Daimler Prince Henry